# Seznam francoskih teologov
Seznam francoskih teologov.

## A
- Pierre Abélard
- Luc d'Achéry
- Pierre Adnès
- Pierre d'Ailly

## B
- Nathalie Becquart
- Bernard iz Clairvauxa
- Jacques Bernard
- Pierre Bersuire
- Marie-Emile Boismard
- Jean Borella
- Jacques-Bénigne Bossuet

## C
- Jean Calvin
- Sebastian Castellion
- Rachi de Champagne
- Pierre Charron
- Jean Claude
- Yves Congar
- Henry Corbin

## D
- Albert Florent Augustin Decourtray

## E
- Jacques Ellul (laični...)
- Roger Etchegaray

## F
- François Fénelon

## G
- Jean Garnier
- René Girard
- André Gounelle
- Jean Greisch?
- Jean Guitton (1901-1999)
- Madame Guyon

## H
- Pierre-Daniel Huet
- Édouard Hugon

## J
- Louis de Jaucourt

## L
- Guy Lafon (1930-2020)
- Pierre Lagrange
- Hubert Languet
- Jean-Claude Larchet
- Bruno Latour?
- René Laurentin
- Maurice Leenhardt
- Marcel-François Lefebvre
- Alain de Lille
- Alfred Loisy
- Hyacinthe Loyson
- Henri de Lubac
- Jean-Marie Lustiger

## M
- Nicolas Malebranche
- Jean-Luc Marion
- Etienne Mennegoz
- Marin Mersenne
- Wilfred Monod
- Emmanuel Mounier

## N
- Etienne Nodet

## P
- Peter Paludanus
- Abbé Pierre (1912-2007)
- Paul Poupard

## O
- Pierre Olivétan

## R
- Roscelin

## Q
- Michel Quoist

## S
- Auguste Sabatier
- Octavien de Saint-Gelais
- Antonin Sertillanges
- Bernard Sesboué
- Edmond Henri Adolphe Schérer (1815–1889)

## T
- Pierre Teilhard de Chardin
- Xavier Thévenot

## V
- Albert Vanhoye
- Jean Vanier (1928-2019) (kanadsko-fr.)

## W
- Simone Weil